# Ernesto Sousa Almandoz
Ernesto Sousa Almandoz fue un político peruano.
En 1929 fue elegido diputado por la provincia de Luya, departamento de Amazonas, durante el último año del segundo gobierno del presidente Augusto B. Leguía. Su mandato, originalmente establecido hasta 1934, se interrumpió en agosto de 1930 a raíz del golpe de Estado dado por Luis Miguel Sánchez Cerro.
Se casó el 4 de enero de 1940 en la Parroquia Nuestra Señora Virgen del Pilar del distrito de San Isidro en Lima con María Moreyra y Paz-Soldán. Murió en Lima el 3 de febrero de 1978.